# NASCAR Brasil Sprint Race
A NASCAR Brasil Series (anteriormente conhecida como GT Sprint Race ou Sprint Race), também conhecida como NASCAR Brasil, é uma série de corrida nacional da NASCAR no Brasil, que é resultado de um acordo entre a NASCAR e a GT Sprint Race.

## Carro
Todos os carros da NASCAR Brasil utilizam um chassi tubular com painéis de alumínio, também utilizando uma carenagem de plástico reforçado com fibras. Os carros usam um câmbio sequencial de seis marchas, e um motor V6 de 3.6 litros, que produz 300cv.

### Especificações[4]
- Potência: 300 cv
- Peso: 1100 kg
- Altura: 1280 mm
- Largura: 4900 mm
- Entre eixo: 2800 mm
- Bitola: 1940 mm

## Circuitos

### Etapas de 2023
Etapas da temporada de 2023, com sua maioria realizadas em circuitos mistos, a exceção é o anel externo de Goiânia, que se assemelha a um circuito oval.
| Etapa | Etapa | Pista                                                                  | Data           |
| ----- | ----- | ---------------------------------------------------------------------- | -------------- |
| 1     | R1    | Autódromo Internacional Ayrton Senna (Goiânia), Goiânia                | 19 de Março    |
| 1     | R2    | Autódromo Internacional Ayrton Senna (Goiânia), Goiânia                | 19 de Março    |
| 2     | R3    | Autódromo de Interlagos, São Paulo                                     | 30 de Abril    |
| 2     | R4    | Autódromo de Interlagos, São Paulo                                     | 30 de Abril    |
| 3     | R5    | Autódromo Internacional Ayrton Senna (Londrina), Londrina              | 3 de Junho     |
| 3     | R6    | Autódromo Internacional Ayrton Senna (Londrina), Londrina              | 3 de Junho     |
| 4     | R7    | Autódromo Internacional de Cascavel, Cascavel                          | 2 de Julho     |
| 4     | R8    | Autódromo Internacional de Cascavel, Cascavel                          | 2 de Julho     |
| 5     | R9    | Autódromo de Interlagos, São Paulo                                     | 6 de Agosto    |
| 5     | R10   | Autódromo de Interlagos, São Paulo                                     | 6 de Agosto    |
| 5     | R11   | Autódromo de Interlagos, São Paulo                                     | 6 de Agosto    |
| 6     | R12   | Autódromo Velo Città, Mogi Guaçu                                       | 10 de Setembro |
| 6     | R13   | Autódromo Velo Città, Mogi Guaçu                                       | 10 de Setembro |
| 6     | R14   | Autódromo Velo Città, Mogi Guaçu                                       | 10 de Setembro |
| 7     | R15   | Autódromo Internacional de Tarumã, Viamão                              | 15 de Outubro  |
| 7     | R16   | Autódromo Internacional de Tarumã, Viamão                              | 15 de Outubro  |
| 8     | R17   | Autódromo Internacional Ayrton Senna (Goiânia) (Anel Externo), Goiânia | 19 de Novembro |
| 8     | R18   | Autódromo Internacional Ayrton Senna (Goiânia) (Anel Externo), Goiânia | 19 de Novembro |

## Campeões

### Overall
| Temporada | Pro                                    | ProAM         | AM              | GP                         | Winter Cup                             |
| --------- | -------------------------------------- | ------------- | --------------- | -------------------------- | -------------------------------------- |
| 2014      | Flavio Lisboa                          | Não houve     | Não houve       | Adriano Amaral             | Flavio Lisboa                          |
| 2015      | Pietro Rimbano                         | Não houve     | Não houve       | Fábio Brecailo             | Caito Vianna Flavio Lisboa             |
| 2016      | Wanderlei Berlanda Jr Eduardo Berlanda | Não houve     | Não houve       | Vinícius Margiota          | Wanderlei Berlanda Jr Eduardo Berlanda |
| 2017      | Berlanda Jr.                           | Não houve     | Não houve       | Kau Machado Jorge Martelli | Berlanda Jr.                           |
| 2018      | Gerson Campos                          | Não houve     | Não houve       | Cassio Cortes              | Gerson Campos                          |
| 2019      | João Rosate Bruno Smielevski           | Não houve     | Não houve       | Daniel Coutinho            | Daniel Coutinho                        |
| 2020      | Thiago Camilo                          | Weldes Campos | Luiz Arruda     | Não houve                  | Não houve                              |
| 2021      | Thiago Camilo                          | Pedro Aizza   | Walter Lester   | Não houve                  | Não houve                              |
| 2022      | Raphael Teixeira                       | Arthur Gama   | Giovani Girotto | Não houve                  | Não houve                              |

### GT Sprint Race Brasil
| Season | Pro                                | ProAM                       | AM              | GP                         |
| ------ | ---------------------------------- | --------------------------- | --------------- | -------------------------- |
| 2019   | João Rosate Bruno Smielevski       | Não houve                   | Não houve       | Daniel Coutinho Josimar Jr |
| 2020   | Ricardo Sperafico                  | Alex Seid Marcelo Henriques | Luiz Arruda     | Não houve                  |
| 2021   | Julio Campos Léo Torres            | Pedro Aizza                 | Luis Debes      | Não houve                  |
| 2022   | Luciano Zangirolami Sérgio Ramalho | Giovani Girotto             | Giovani Girotto | Arthur Gama                |